# Arthur Schulz (Lehrer)
Arthur Schulz (* 31. Mai 1885 in Wasserburg am Inn; † 5. Dezember 1963 in Stendal) war ein deutscher Gymnasiallehrer und Winckelmann-Forscher.

## Leben
Nach dem Abitur in Brandenburg/Havel studierte Arthur Schulz an der Universität Göttingen und legte dort 1909 das Staatsexamen ab. 1909 begann er sein Seminarjahr in Kolberg, 1912 wurde er am Gymnasium Kolberg fest angestellt, 1925 wechselte er an das Gymnasium in Neustettin und 1929 an das Marienstiftsgymnasium nach Stettin.
Nach 1945 war Arthur Schulz als Oberstudiendirektor Leiter des Winckelmann-Gymnasiums in Stendal. Daneben war er Vorsitzender der nach Johann Joachim Winckelmann benannten Winckelmann-Gesellschaft zu Stendal. 1960 wurde er mit der Winckelmann-Medaille der Stadt Stendal ausgezeichnet. 
Am 11. Januar 1964, einen Monat nach seinem Tod, wurde Schulz nach 1945 der erste Ehrenbürger der Stadt Stendal. Außerdem wurde in Stendal 1969 eine Straße nach ihm benannt.
1956 erhielt er von der Universität Leipzig die Ehrendoktorwürde sowie von der Deutschen Akademie der Wissenschaften zu Berlin die Leibniz-Medaille. Er war korrespondierendes Mitglied des Deutschen Archäologischen Instituts.

## Schriften (Auswahl)
- Die Bildnisse Johann Joachim Winckelmanns. Akademie-Verlag, Berlin 1953, OCLC 4912451.
- Winckelmann und seine Welt. Akademie-Verlag, Berlin 1962, OCLC 11506897.
- Die Kasseler Lobschriften auf Winckelmann. Akademie-Verlag, Berlin 1963, OCLC 256075393.
- mitwirkend bei: Johann Hermann von Riedesels Reise durch Sizilien und Großgriechenland. Akademie-Verlag, Berlin 1965, OCLC 73685650.